# Brian Kendrick
Brian Kendrick (* 29. Mai 1979 in Fairfax, Virginia) ist ein US-amerikanischer Wrestler. Bekannt ist er vor allem für seine Auftritte bei World Wrestling Entertainment (WWE) und Total Nonstop Action Wrestling (TNA). Sein größter Erfolg war der Erhalt der WWE Cruiserweight Championship.

## Karriere

### Anfänge/Independent
Im Oktober 1999 hatte Kendrick sein Wrestling-Debüt, als er bei der Texas Wrestling Alliance gegen den „American Dragon“ Bryan Danielson antrat. Kurze Zeit darauf wurde er auch von den unabhängigen Promotionen Ring of Honor und Ultimate Pro Wrestling verpflichtet. Daneben trat Kendrick auch in Japan bei Pro Wrestling ZERO-ONE an.

### World Wrestling Entertainment
2003 gab Kendrick sein Debüt bei World Wrestling Entertainment, als er dort unter dem Ringnamen Spanky antrat. Er wurde mit Paul London zu einem Tag Team zusammengeschlossen, welches aber nur in der unteren Kampfkarte eingesetzt wurde. So bat Kendrick bereits Anfang 2004 um die vorzeitige Auflösung seines WWE-Vertrages.
Am 28. Juni 2005 schlossen Kendrick und die WWE einen neuen Vertrag. Kendrick kehrte als Tag-Team-Partner von Paul London in die Shows zurück und beide traten für einigen Matches in den TV-Formaten RAW und SmackDown! an.
Ab Februar 2006 band man das Team Kendrick–London in ein Fehdenprogramm mit MNM (bestehend aus Johnny Nitro, Joey Mercury und Melina Perez) ein. London und Kendrick wurden nun in der oberen Kampfkarte eingesetzt. So konnten beide bereits am 21. Mai 2006 beim PPV WWE Judgment Day die Tag-Team-Titel erringen und für fast 12 Monate halten. Erst am 20. April 2007 verloren beide die Titel bei SmackDown! An Deuce 'n Domino. Im Zuge des alljährlichen Besetzungswechsels der WWE-Roster, der „Draft Lottery“, wurden London und Kendrick zu RAW gewechselt. Bereits im September 2007 konnten beide bei einer Houseshow, die während einer Tour in Südafrika stattfand, die World Tag Team Championship für wenige Tage von Lance Cade und Trevor Murdoch erringen.
Am 25. Juni 2008 trennte die WWE das Team London–Kendrick. Man schickte Kendrick durch die WWE Draft wieder zu SmackDown! und dort debütierte dieser als The Brian Kendrick. Kendrick verkörperte nun einen arroganten Heel, dem man mit Ezekiel Jackson einen Manager zur Seite stellte. Dabei bekam er unter anderem Chancen auf die WWE Championship, der Push wurde jedoch Ende des Jahres fallen gelassen.
Am 15. April 2009 wechselte er zurück zu RAW. Nach seinem letzten Match im Juni des gleichen Jahres wurde Kendrick am 30. Juli 2009 von Seiten der WWE entlassen und dieser trat wie bei seiner ersten Entlassung in der unabhängigen Szene an.

### Total Nonstop Action Wrestling
Im August 2004 unterschrieb Kendrick einen Vertrag bei Total Nonstop Action Wrestling. Doch wider Erwarten wurde er dort nur zweimal eingesetzt.
Am 17. Januar 2010 kehrte Kendrick unter seinem bürgerlichen Namen Brian Kendrick zu TNA zurück. Bei Destination X am 10. Juli 2011 gewann er von Abyss zum ersten Mal die TNA X Division Championship. Den Titel verlor er bei No Surrender am 11. September 2011 an Austin Aries. Am 27. Februar 2012, nach drei Monaten ohne TV-Auftritt, wurde seine Entlassung bekannt.

### Rückkehr zur WWE
Nachdem er nach seiner Entlassung bei TNA zwei Jahre bei New Japan Pro-Wrestling verbracht hatte, kehrte er 2014 als Trainer zu WWE zurück. Neben seiner Aktivität als Trainer, trat er auch als Wrestler bei der Aufbauliga der WWE NXT auf. Bei NXT half er vor allem, neue Talente aufzubauen. Unter anderem trat er gegen Solomon Crowe und Finn Bálor an.
Im Jahr 2016 nahm er auch bei einem von der WWE organisiertem Turnier, dem Cruiserweight Classic teil. Am 23. Juni 2016 besiegte er Raul Mendoza in der ersten Runde. Am 14. Juli besiegte er Tony Nese in der zweiten Runde. Am 26. August verlor er im Viertelfinale gegen Kota Ibushi und schied somit aus dem Cruiserweight Classic aus. Am 19. September 2016 kehrte er bei Raw ins Main Roster zurück. Am selben Abend gewann er ein Fatal-Four-Way-Match gegen Rich Swann, Gran Metalik, und Cedric Alexander, womit er sich ein Match um die WWE Cruiserweight Championship bei der Großveranstaltung Clash of Champions gegen T. J. Perkins sicherte, welches er allerdings verlor.
In der Folgezeit wurde die Fehde zwischen Perkins und Kendrick fortgesetzt. Am 30. Oktober 2016 besiegte Kendrick T. J. Perkins bei Hell in a Cell und gewann somit die WWE Cruiserweight Championship. Den Titel gab er am 29. November 2016 bei der Premiere der WWE-Cruiserweight-Show 205 Live an Rich Swann ab.
Am 1. April 2021 gab er sein Karriereende bekannt. Er wird nun fortan als Producer bei der WWE tätig sein.

## Erfolge
- World Wrestling Entertainment
  - 1× WWE Tag Team Champion, mit Paul London
  - 1× World Tag Team Champion, mit Paul London
  - 1× WWE Cruiserweight Championship

- Pro Wrestling ZERO-ONE
  - 1× NWA (Zero-One) Junior Heavyweight Champion
  - 1× NWA (Zero-One) International Lightweight Tag Team Champion, mit Low Ki
  - 1× NWA (Zero-One) United States Champion

- Memphis Championship Wrestling
  - 1× MCW Southern Tag Team Champion, mit American Dragon
  - 3× MCW Southern Light Heavyweight Champion

- Texas Wrestling Alliance
  - 1× TWA Tag Team Champion, mit American Dragon
  - 1× TWA Television Champion

- Full Impact Pro
  - 1× FIP Tag Team Championship, mit Sal Rinauro

- Total Nonstop Action Wrestling
  - 1× TNA X-Division Champion